# Lia Fáil

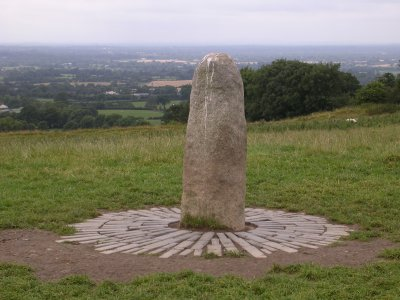
Lia Fáil, por vezes designada Pedra do Destino de Tara

Lia Fáil é um menir, monumento pré-histórico de pedra, irlandês situado na Colina de Tara, o qual, segundo a mitologia irlandesa, serve como pedra de homenagem ao Grande Rei da Irlanda desde o ano 500. Conforme a mitologia céltica, Lia Fáil foi trazida ao país europeu pelos Tuatha Dé Danann através das ilhas nórdicas.
O menir foi vandalizado em duas ocasiões. A primeira foi em junho de 2012 quando foi acertada por um martelo em onze lugares diferentes; isso rompeu alguns fragmentos da pedra que não puderam ser recuperados. Na segunda vez, foi em 29 de maio de 2014, em que foi coberta por uma pintura negra em quase um terço de sua superfície.